# 州間高速道路20号線
州間高速道路20号線（しゅうかんこうそくどうろ20ごうせん、Interstate 20、略称：I-20）はアメリカ合衆国南部を東西に走る州間高速道路。始点のケントで10号線と、終点のフローレンスで95号線と接続する。テキサス州とサウスカロライナ州の間で、ルイジアナ州、ミシシッピ州、アラバマ州、ジョージア州を通過する。また、フォートワース、ダラス、シュリーブポート、ジャクソン、バーミングハム、アトランタ、オーガスタ、コロンビアなどの都市を結んでいる。

## 全長
| miles  | km      | 通過州             |
| ------ | ------- | ------------------ |
|        |         |                    |
| 636.08 | 1023.67 | テキサス州         |
| 189.87 | 305.57  | ルイジアナ州       |
| 154.61 | 248.82  | ミシシッピ州       |
| 214.7  | 345.5   | アラバマ州         |
| 202.61 | 326.07  | ジョージア州       |
| 141.51 | 227.74  | サウスカロライナ州 |
|        |         |                    |
| 1539.4 | 2477.4  | 合計               |

## 通過する主要都市

### テキサス州

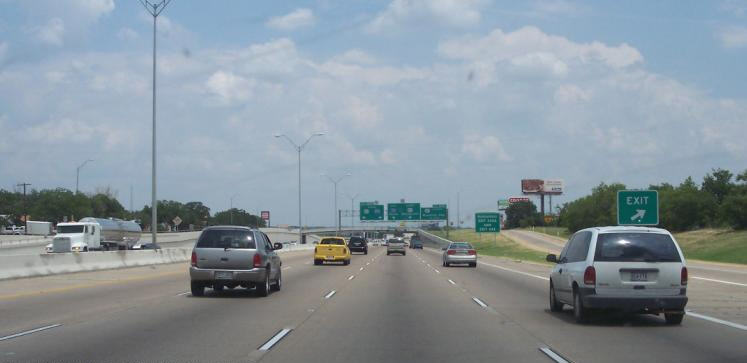
フォートワース南方の20号線

- オデッサ
- ミッドランド
- アビリーン
- フォートワース
- アーリントン
- グランドプレーリー
- ダラス
- メスキート
- タイラー
- ロングビュー
- マーシャル

### ルイジアナ州
- シュリーブポート
- ボージャーシティ
- モンロー

### ミシシッピ州
- ヴィックスバーグ
- クリントン
- ジャクソン（州間高速道路55号線と重用）

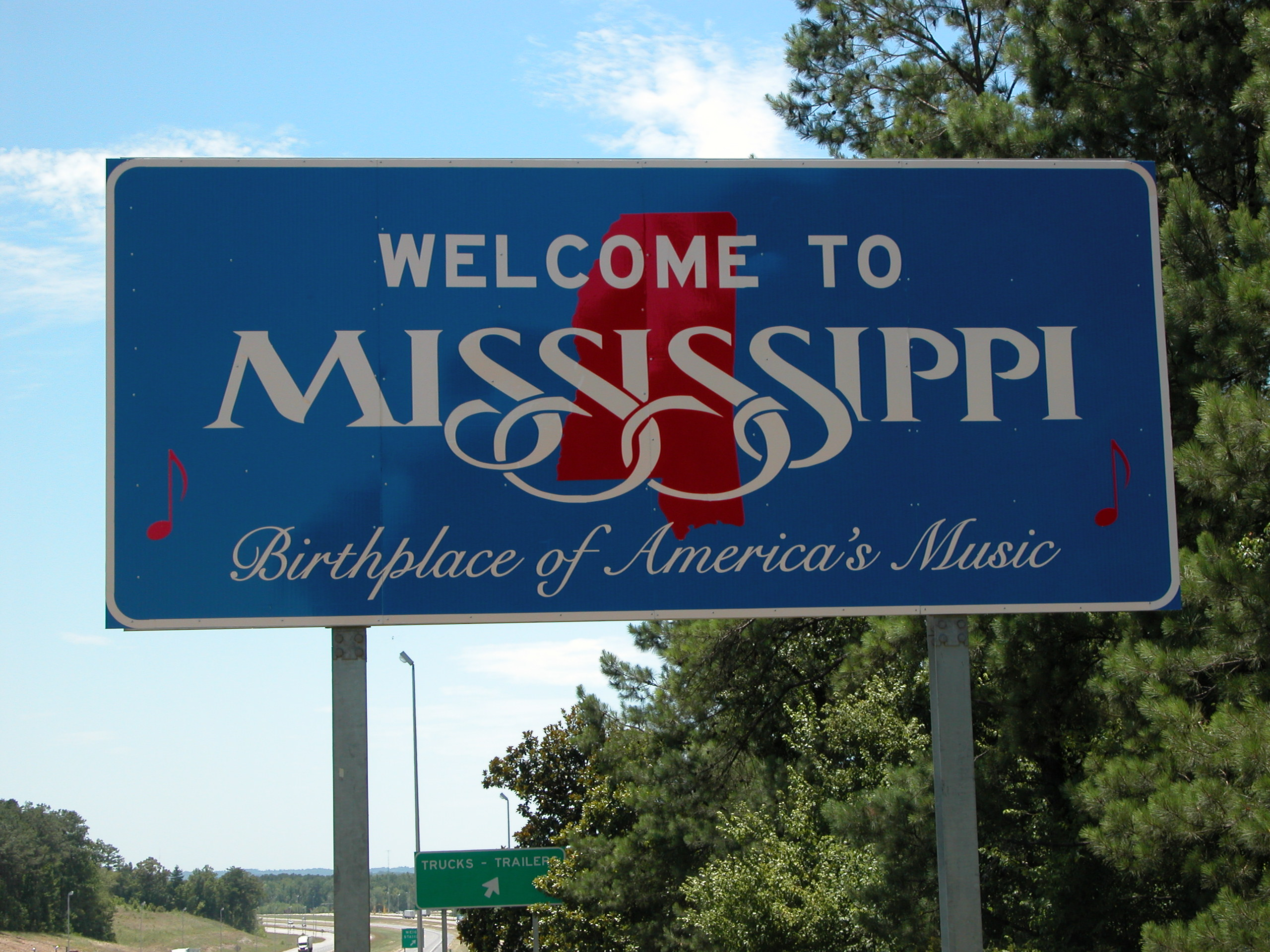
ミシシッピ州のウェルカム・サイン

- メリディアン（この先260kmに渡って州間高速道路59号線との重用区間）

### アラバマ州
- タスカルーサ

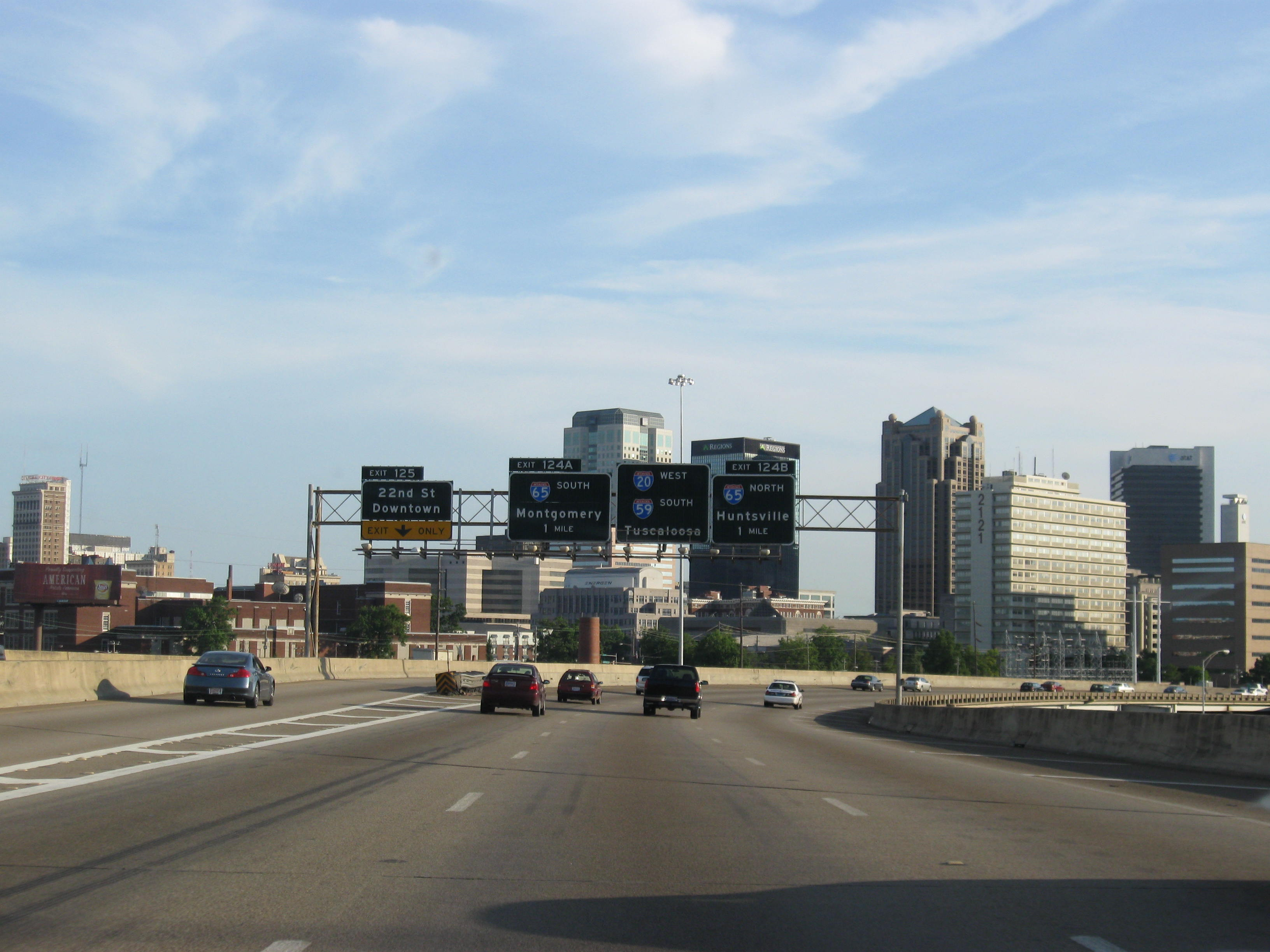
バーミングハムのダウンタウンにある65号線とのジャンクション付近

- バーミングハム（州間高速道路65号線と接続）
- アニストン

### ジョージア州

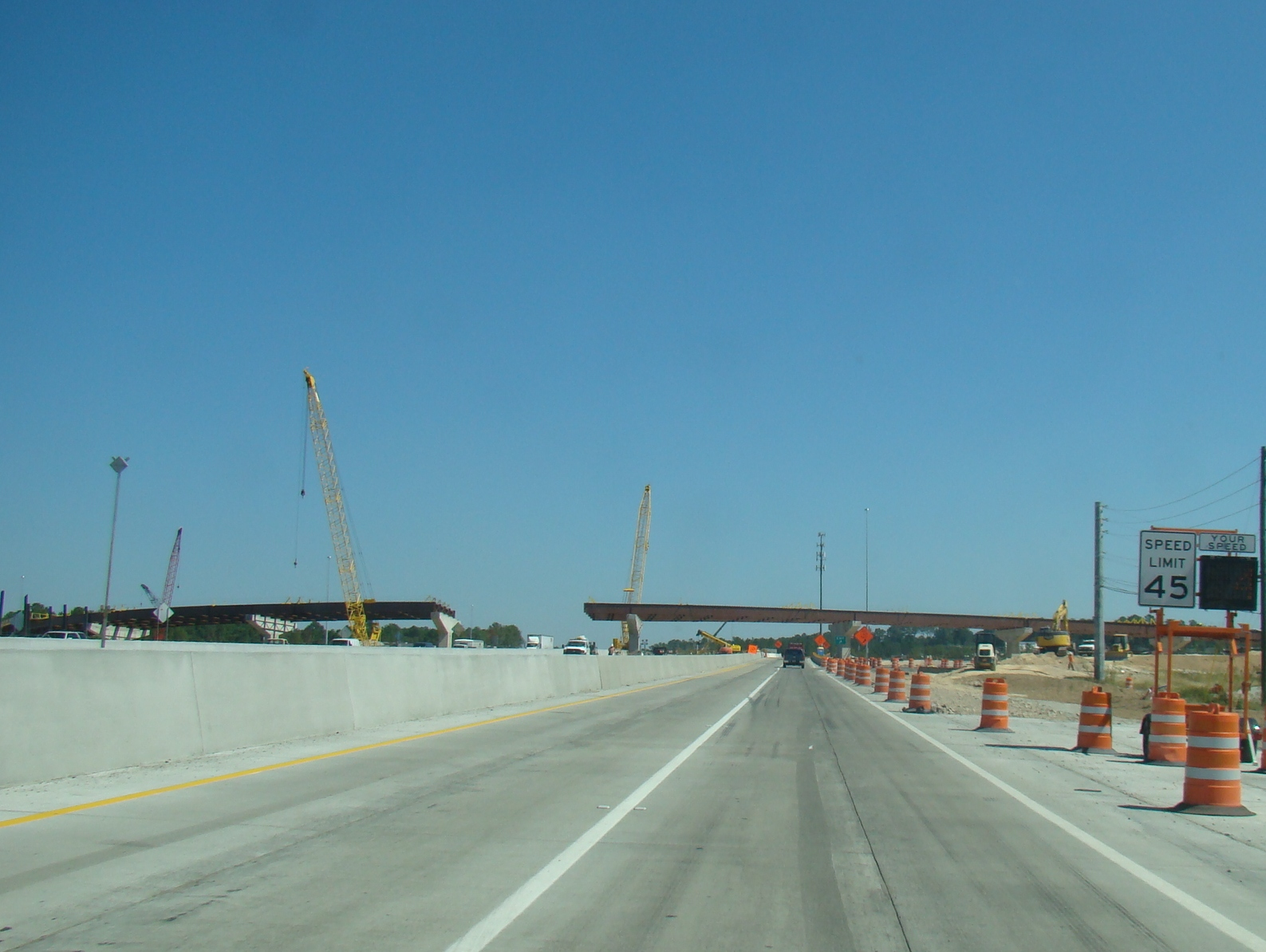
オーガスタにある520号線とのジャンクション

- アトランタ（州間高速道路75号線・85号線と接続）
- オーガスタ

### サウスカロライナ州

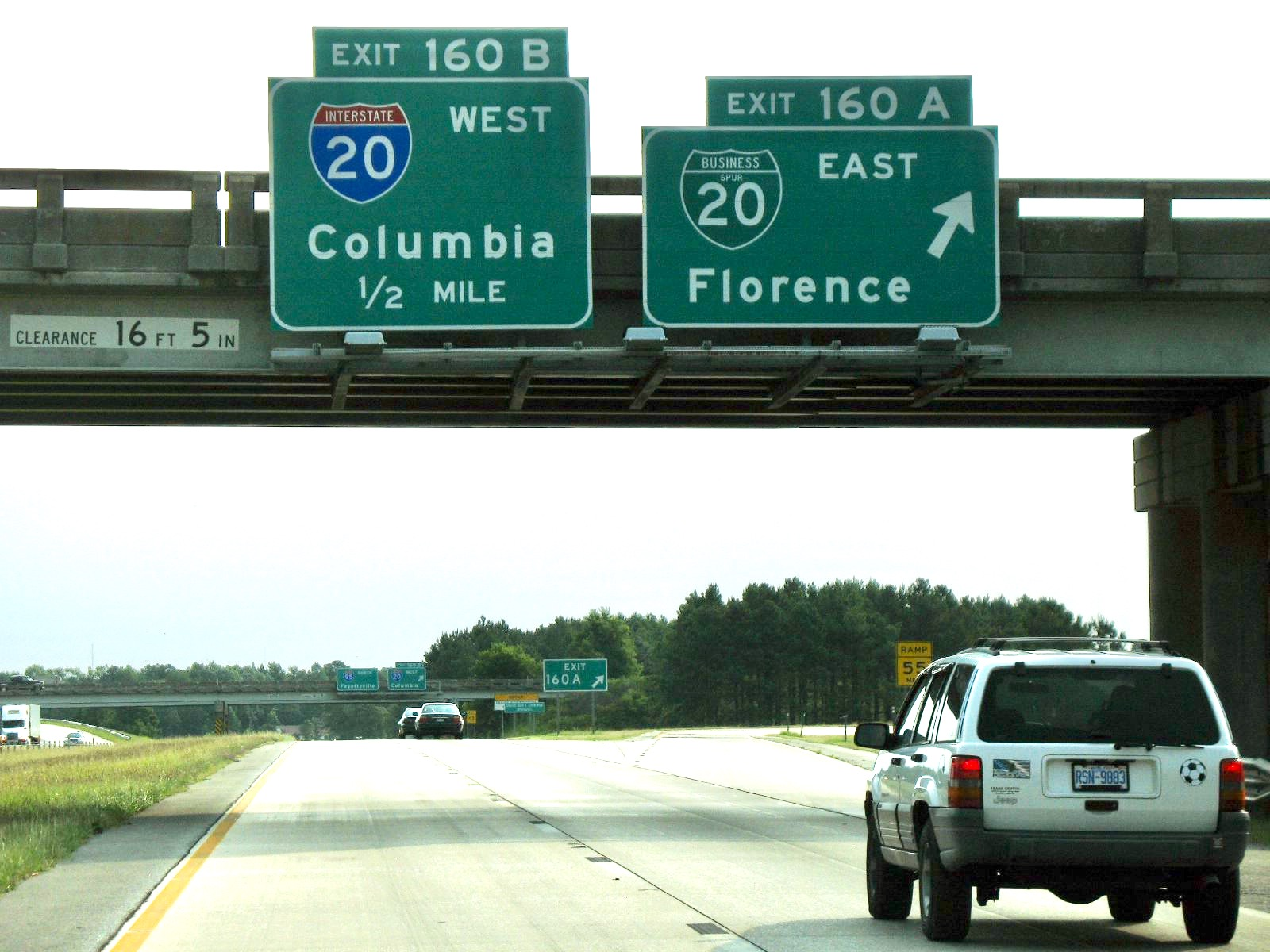
フローレンス付近で終点に近づく

- エイキン
- レキシントン
- コロンビア（州間高速道路26号線と接続）
- カムデン
- フローレンス

## 歴史
20号線は1957年にテキサス州と東海岸を結ぶために建設された。
人種差別が残っていた1950年代後半のアトランタでは、20号線が白人とアフリカン・アメリカンとの境界線となっていた。
2000年にジョージア州内の出口番号が変更された。

## 延伸計画
2003年、ノースカロライナ州交通局は20号線の東端をフローレンスからウィルミントンまで延伸する計画を発表した。これは、州知事マイク・イースリーの公約であり、「戦略的交通計画」にも記載されていた。経路は国道76号線に沿う形でホワイトビルまで延伸し、その先は分岐してウィルミントンまで向かうというものであった。このルートの一部は既に州間高速道路74号線の延伸計画で示されており、この調査のためにノースカロライナ州は先に500万ドルを受け取った。この延伸計画は同州南東部の町の支持を受けていたが、一方でサウスカロライナ州交通局は関心を示さず、むしろ州間高速道路73号線のマートルビーチ延伸に集中していた。その結果、この延伸計画は連邦高速道路局の承認を受けられず、建設も始められていない。

## 交差する州間高速道路
- テキサス州

- 州間高速道路10号線
- 州間高速道路30号線（アレド（英語版））
- 州間高速道路35号線（フォートワース）
- 州間高速道路35号線（ダラスからランカスター（英語版）まで重用区間）
- 州間高速道路45号線（ダラスからハッチンス（英語版）まで重用区間）

ルイジアナ州
- 州間高速道路49号線（シュリーブポート）

ミシシッピ州
- 州間高速道路55号線（ジャクソン）
- 州間高速道路59号線（メリディアンからバーミングハムまで重用区間）

アラバマ州
- 州間高速道路65号線（バーミングハム）

ジョージア州
- 州間高速道路75号線・85号線（アトランタ）

サウスカロライナ州
- 州間高速道路26号線
- 州間高速道路77号線
- 州間高速道路95号線（フローレンス）